# Середюк Єгор Васильович
Єгор Васильович Середюк (2 липня 1995, с Мартинівське Вознесенського району Миколаївської області — 15 квітня 2022, м. Ізюм Харківської області) — український військовослужбовець, капітан Збройних сил України, командир ланки штурмової авіації 299 БрТА, учасник російсько-української війни, який відзначився і загинув під час відбиття російського вторгнення в Україну. Герой України (2022, посмертно).

## Життєпис
Народився 2 липня 1995 року в селі Мартинівське Вознесенського району Миколаївської області. 
2018 року закінчив Харківський національний університет Повітряних сил імені Івана Кожедуба, у вересні 2021-го отримав військове звання «капітан».
Командир авіаційної ланки. З першого дня повномасштабної війни брав участь у російсько-українській війні, здійснив понад 25 бойових вильотів.
15 квітня 2022 року загинув біля м. Ізюм Харківської області, повертаючись із бойового завдання. 
20 квітня 2022 року похований в селі Серби Житомирської області.
Залишилася дружина та донька.
19 січня 2024 року під час церемонії у Маріїнському палаці Президент України Володимир Зеленський вручив 30 сертифікатів на отримання квартир військовослужбовцям Сил оборони, яким присвоєно звання Героя України, та родинам полеглих Героїв; один із сертифікатів було вручено рідним капітана Єгора Середюка.

## Нагороди
- звання «Герой України» з удостоєнням ордена «Золота Зірка» ( 20 квітня 2022, посмертно) — за особисту мужність і героїзм, виявлені у захисті державного суверенітету та територіальної цілісності України, вірність військовій присязі[3].
- орден Богдана Хмельницького III ступеня ( 22 березня 2022) — за особисту мужність і самовіддані дії, виявлені у захисті державного суверенітету та територіальної цілісності України, вірність військовій присязі[4].